# Ріккардо Маньяні
Ріккардо Маньяні (італ. Riccardo Magnani, нар. 1963, Лекко) — провідний італійський історик мистецтва, який спеціалізувався на Леонардо да Вінчі.
Маньяні отримав ступінь з економіки та комерції в престижному університеті Л. Бокконі в Мілані.
Маньяні повністю присвячений вивченню та поширенню Леонардо да Вінчі, епохи Відродження та картографії, пов'язаної з першими подорожами до Америки, написанню книг і проведенню конференцій у різних країнах. Він вважається одним із провідних світових експертів з Леонардо да Вінчі та автором численних відкриттів і наукових досліджень світового значення.

## Твори
- Таємна місія Леонардо да Вінчі з Олександрії в Єгипті до Теліо, 2014, ISBN 9788896863121
- Яким маленьким ти здасишся в небі тим, хто не вміє літати, 2012, ISBN 9788890781629
- Це не Леонардо да Вінчі: нерозказана історія Леонардо та епохи Відродження
- Ceci n'est pas Leonardo: Quello che non vi dicono su Leonardo da Vinci e il Rinascimento